# William H. Bradley

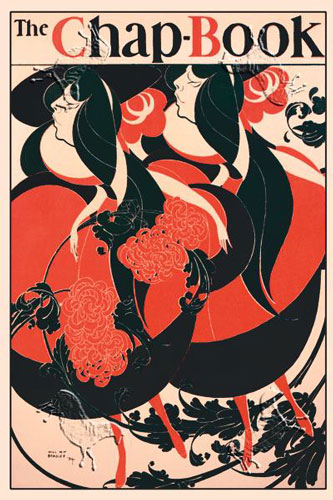
Affiche voor The Chap Book, 1894

William (Will) H. Bradley (Boston, Massachusetts, 10 juli 1868 – La Mesa, Californië, 25 januari 1962) was een Amerikaanse art-nouveau-kunstenaar en illustrator. Bradley, bijgenaamd "deken van de Amerikaanse ontwerpers", was begin 20e eeuw de bestbetaalde Amerikaanse kunstenaar.
Bradley kreeg op 12-jarige leeftijd een baan als drukkersleerling voor een weekblad. Als 17-jarige verliet hij zijn geboorteplaats Boston en trok naar Chicago, waar hij korte tijd werkte als houtsnijder en typograaf alvorens zich freelance toe te leggen op het grafisch ontwerpen. Hij keerde later terug naar Massachusetts en begon daar de Wayside Press, waar hij als illustrator, uitgever, typograaf, ontwerper, manager en drukker aan zijn tijdschrift Bradley: His Book ging werken. Het tijdschrift bevatte dikwijls compilaties van poëzie, verhalen en schetsen, en zijn werk kreeg een warm onthaal. Het ging hem financieel voor de wind, maar de werkdruk begon aan zijn gezondheid te knagen, en op 28-jarige leeftijd stortte hij in. Hij kwam er spoedig weer bovenop maar moest Wayside Press van de hand doen. Later werkte hij als adviseur voor de American Type Founders en als redacteur voor Collier's Weekly.
Hij hield zich een poosje bezig met kinderboeken en werkte daarna voor William Randolph Hearsts filmdivisie als decorontwerper. In 1954 publiceerde hij een verhandeling over zijn leven onder de titel Will Bradley: His Chap Book, waar slechts 650 exemplaren van werden gepubliceerd. In datzelfde jaar won hij de AIGA-medaille, de hoogste onderscheiding voor grafisch ontwerpers. Bradley was tot aan zijn dood een productief kunstenaar en vormgever. Hij werd 94 jaar oud.
Zijn artistieke stijl wordt beschouwd als een tak van de art nouveau, waarbinnen hij werd beschouwd als de belangrijkste illustrator en ontwerper van affiches. Zijn werk, onder meer te vinden in het befaamde boek Les Maitre de L'Affiches (1899), werd vaak vergeleken met dat van zijn Engelse tegenhanger Aubrey Beardsley, zozeer zelfs dat sommigen hem 'de Amerikaanse Beardsley' noemden. Opgemerkt moet worden dat Bradley al een gevestigd kunstenaar was voordat Beardsley's ontwerpen in 1894 in Engeland populair werden.